# Cryptops cornifer
Cryptops cornifer är en mångfotingart som beskrevs av Chamberlin 1918. Cryptops cornifer ingår i släktet Cryptops och familjen Cryptopidae.
Artens utbredningsområde är Kuba. Inga underarter finns listade i Catalogue of Life.